# Masinloc
Masinloc (Bayan ng Masinloc) är en kommun i Filippinerna. Kommunen ligger på ön Luzon, och tillhör provinsen Zambales. Folkmängden uppgår till 39 724 invånare.
Masinloc är indelat i 13 barangayer.

## Bildgalleri

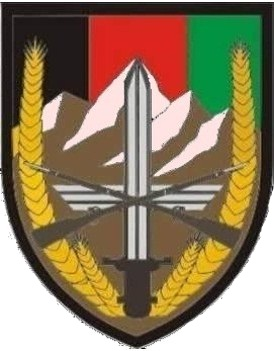
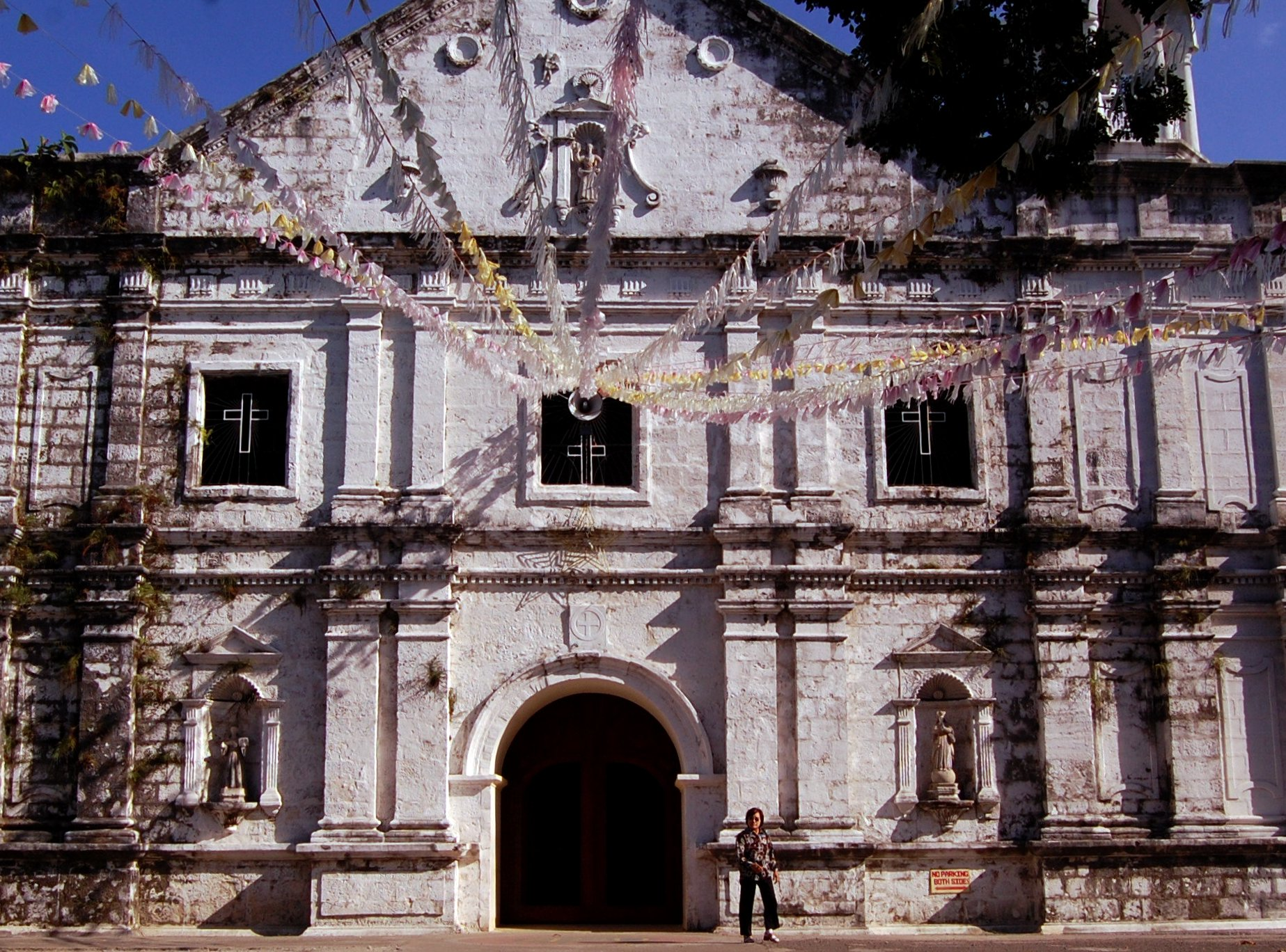